# Shang Tang
Koning Tang van China werd geboren als Zi Lu en werd koning van Shang rond 1617 v.Chr. Hij was de stichter van de Shang-dynastie. Hij zette Jie, de laatste koning van de Xia dynastie, af.
Tang regeerde meer dan 17 jaren over zijn Shang-rijk en gedurende die periode benoemde hij wijze mannen als burgerlijke beambten en vernieuwde zijn gouvernement. Ziende dat de Xia-dynastie met een been in het graf stond, voerde hij elf lange oorlogen tegen de Xia. Hij veroverde veel land en kreeg veel bondgenoten. Na een interne rebellie bij de Xia wist Tang hun legers te verdrijven en zegevierde in 1600 v.Chr. Tangs regering wordt als een zeer goede beschouwd. Hij verlaagde de belasting en de dienstplichttijd van de soldaten. Zijn invloed reikte tot de Gele Rivier en vele omliggende landen werden vazalstaten.
Over deze koning is verder niet veel bekend.